# Рурисько
Рурисько — всеукраїнський проєкт у рамках розвитку української музики, у дні проведення фестивалю відбуваються виступи гуртів із різних куточків України. Фестиваль, який проводиться раз на рік у місті Бережани(Тернопільська область).

## 2010
Вперше проведений 9-10 липня 2010 року в урочищі Рурисько. У програмі фестивалю були покази бойового мистецтва «Бойовий гопак», фаєр —шоу, етнічні акції флеш —моберів. Всього на фестивалі виступило 16 українських гуртів.
Зокрема:
- «Los Colorados» (Тернопіль)
- «Антре» (екс «Н.Три») (Київ)
- «Verlibena» (Сімферополь)
- SUN'sCREEP (Львів)
- Pizza —boys (Івано-Франківськ)
- M.O.N.O.(Львів)
- Ze_Fear (Буськ)
- Ті, що падають вгору (Тернопіль)
- Зелені сестри (Тернопіль)
- Azgard (Тернопіль)
- Front (Львів)
- Brio (Тернопіль)
- Варка (Черкаси)
- Split (Львів)
- Інший день (Київ)

## 2011
Фестиваль проходив 2011 року в період 9-10 липня.
Список гуртів, виступ яких був запланований:
- Антитіла
- «Los Colorados» (Тернопіль)
- Варка
- Фіолет
- Аритмія
- ФЛАЄР
- Крик душі
- ЧумацьКий шЛяХ
- Роллік'с
- Ворст
- ХуЧ
- Брем Стокер
- Абукасимові капці
- Цвіт кульбаби
- Грань алое
- Орандж
- Серцевий Напад
- СонЦе
- FAKTORIAL…та інші.

Фестиваль тривав 2 дні в урочищі Рурисько. Тут протікає джерело з кришталево чистою водою, а також на території Руриська є невеличке озерце та футбольне поле.
Виступали: театр тіней та світла «Див» (Львів), театр «Де Жа Вю» (Львів), театр УКУ «Різні люди»,WIND OF CANGE — інтерактивний екотеатр.